# Явленная куница с грамотою
Явленная куница с грамотою — пошлина, шедшая в архиерейскую казну. Каждый раз, как на кафедре являлся новый архиерей, духовенство должно было являться к нему для засвидетельствования своих ставленых грамот, и он подписывал их своей рукой. Эта подпись грамот существовала и при патриархах; поповские старосты должны были надзирать за своим духовенством, все ли грамоты и всеми ли святителями по преемству подписаны у него, и тех, у кого не подписаны, высылать к святителю. За опущение этой обязанности с духовенства брался штраф или, как выражались на языке старой системы кормления, промыт — вдвое против окладного платежа за подпись. Пошлина за подпись называлась Явленная куница с грамотою. При патриархе Иоакиме бралось: с грамоты настольной протопопской 6 алтын 4 деньги, с поповской ставленой 3 алтына 2 деньги, с дьяконской — то же. Промыт определён вдвое, если грамота не подписана одним патриархом — втрое, если двоими. При каждой явке грамота снова записывалась в книги, и за письмо брали 2 деньги.